# The Lancet
The Lancet (în engleză Lanțeta) este un hebdomadar medical britanic, una dintre cele mai vechi reviste de specialitate din domeniul medicinei, fondată în 1823 de chirurgul englez Thomas Wakley cu scopul de informare despre evenimentele spitalicești și prezentarea de cazuri medicale deosebite. Ea a avut un rol important în organizarea medicală și spitalicească din Marea Britanie, dobândind un prestigiu mondial. "The Lancet" publică articole originale din domeniul cercetării, de recenzie, editoriale, prezentări de cazuri medicale remarcabile, de literatură medicală, corespondență, etc. Astăzi ea deține oficii editoriale la Londra, Beijing și New York. 

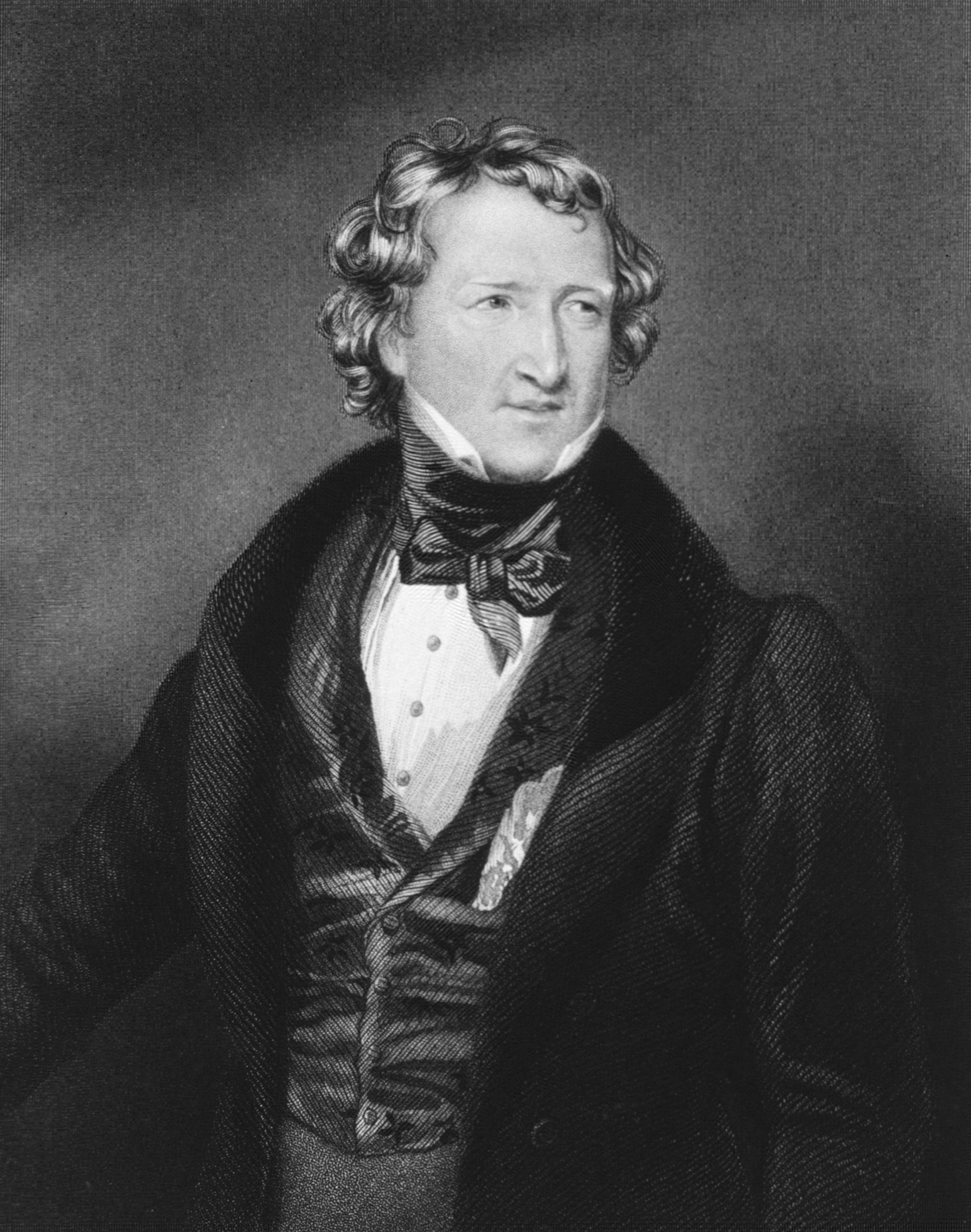
Sir Thomas Wakley, fondatorul revistei The Lancet.

## Generalități
Fost organ al Coleguilui Medicilor din Marea Britanie, The Lancet a fost cumpărată în 1991 de către uriașul concern publicistic Elsevier care, în 1995, l-a înlocuit pe  redactorul-șef al revistei, dr. Robin Fox cu Richard Horton.
În anul 2014 revista avea un factor de impact de 45.217, pe locul a 2-lea  pe lista celor 153 de reviste de specialitate înregistrate, precedată de "The New England Journal of Medicine" (cu 55.873) și urmată de "Journal of the American Medical Association" (JAMA), "British Medical Journal" (BMJ) și "Canadian Medical Association Journal", conform cu raportul întocmit de Journal Citation Reports.

## Controverse și critici
Concernul publicistic Elsevier, proprietarul lui The Lancet, publică în cele 2,000 de jurnale ale sale circa 250,000 de articole pe an, prezentând un profit anual inexplicabil și suspect de 36% respectiv, 3,2 miliarde $ (pe anul 2010). 
Mai toate universitățile de prestigiu, pentru a-și asigura o poziție preferențială în publicațiile concernului sunt puse în situația de a-i plăti anual sume enorme, de milioane de dolari, parțial motivate prin vinderea de abonamente anuale la unele dintre jurnale la prețul de 14.000$.Senatul Univesității Stanford a interzis achziționarea jurnalelor concernului Elsevier considerate ca „disproporționat de scumpe comparativ cu valoarea lor educațională și de cercetare” (în engleză "disproportionately expensive compared to their educational and research value"). O poziție similară au adoptat și alte univesități ale căror status în lumea academică nu este dependent de bunele relații cu  Elsevier, ca University of California, Harvard University, sau Duke University.

#### Relații problematice cu concerne de medicamente
Elsevier a fost prins cu falsuri în publicarea unor rezultate de cercetări contrafăcute în favoarea unor concerne de medicamente, precum Merck.

### Conducerea lui Richard Horton și relațiile cu Elsevier

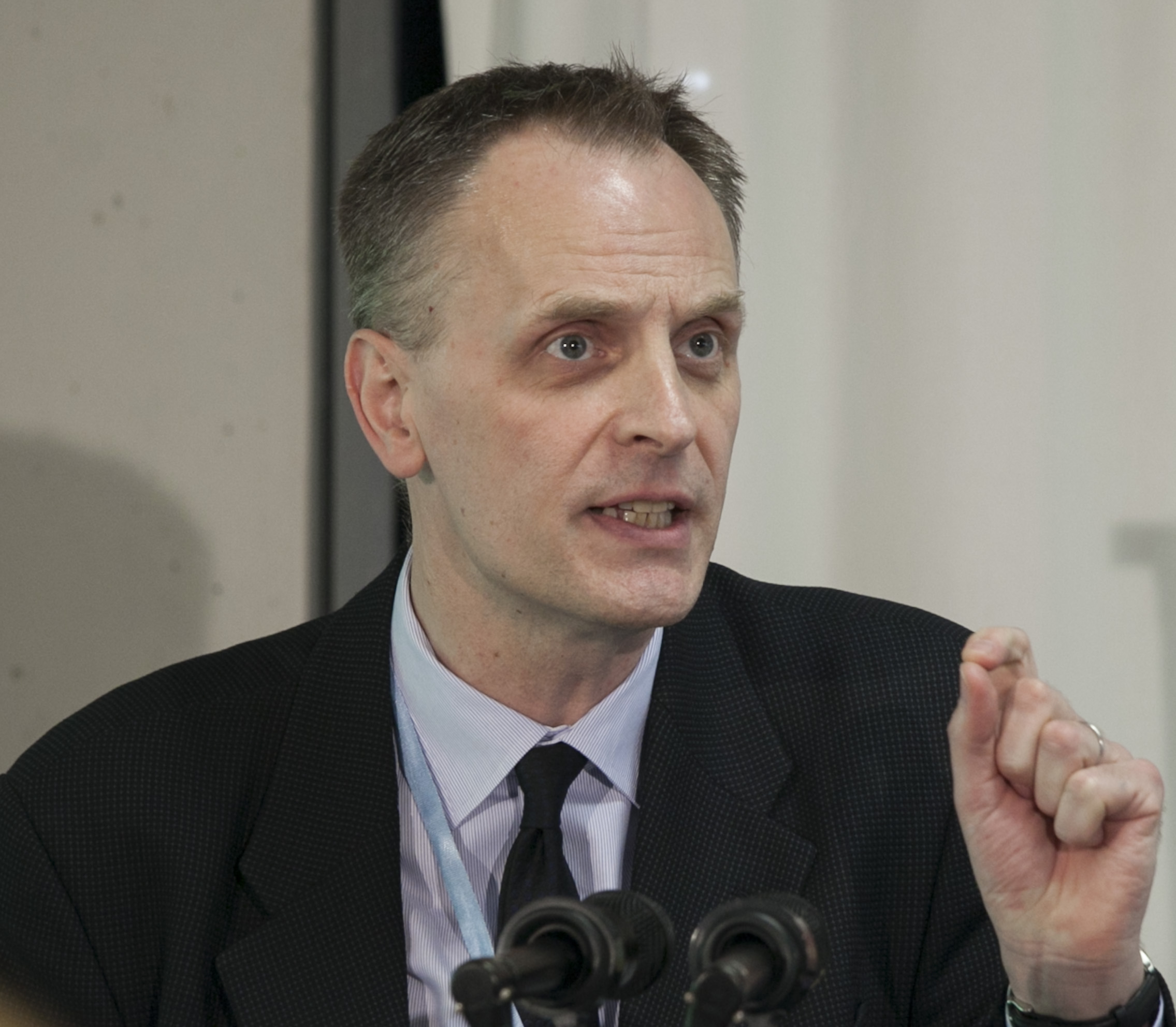
Richard Horton, redactor-șef al revistei The Lancet.

Achiziționată de Elsevier, "The Lancet" a devenit vasul amiral al acestui uriaș concern internațional, care a folosit tot felul de manipulații pentru a-i păstra poziția dominantă în presa medicală, în pofida tendințelor de politizare introduse de redactorul-șef Richard Horton. Sub conducerea acestuia "The Lancet" a devenit singura revistă medicală din lumea democrată care publică articole de opinie politică. Este vorba de editoriale para-medicale, lipsite de peer review, bazate pe surse evident-implicate, manifeste, scrisori de protest, etc., toate scrise de pe poziții extremiste și/sau de sprijin al radicalismului islamic. În editorialul intitulat Time to Go Demo din 23 septembrie 2006, Horton i-a acuzat pe  George W. Bush și pe prim-ministrul britanic Tony Blair că ar fi „mincinoși” și „ucigași de copii” în Războiul din Irak din 2003, iar în "The Lancet" din 11 octombrie a menționat un număr dovedit ca extrem de exagerat, de 655,000 de victime.
Față de conflictul arabo-israelian Horton a condus revista medicală spre o poziție anti-israeliană manifestă și calomniatoare, spre exemplu, a pretins protejarea drepturilor unei imaginare grupe de copii palestnieni deținuți în Israel, sau acuzarea adusă medicilor israelieni că s-ar ocupa cu torturarea deținuților. În august 2014 "The Lancet" a publicat o scrisoare în care a condamnat Israelul într-un limbaj  deosebit de dur.. 
Horton este sprijinit de o grupă de 24 de simpatizanți, majoritatea medici britanici și un italian.

## Lista redactorilor-șefi ai revistei
1823: Thomas Wakley
1862: James Wakley
1886: T. H. Wakley împreună cu Thomas Wakley-Junior
1907: Thomas Wakley-Junior
1909: Samuel Squire Sprigge
1937: Egbert Morland
1944: Theodore Fox
1965: Ian Douglas-Wilson
1976: Ian Munro
1988: Gordon Reeves
1990: Robin Fox
(În 1991 The Lancet a fost achizionată de către uriașul concern Elsevier)
1995: Richard Horton

## "The Lancet Publishing Group"
"The Lancet Publishing Group" editează o serie de jurnale de medicale centralizate pe specialități:
- The Lancet Neurology (neurologie, factor de impact: 21.823);
- The Lancet Oncology (oncologie, factor de impact: 24.725);
- The Lancet Infectious Diseases (boli infecțioase, factor de impact: 19.446[4]);
- The Lancet Respiratory Medicine (afecțiuni respiratorii);
- The Lancet Psychiatry  (psihiatrie);
- The Lancet Diabetes and Endocrinology (endocrinologie).
- The Lancet Student a fost lansat în 2007 ca revistă internetică pentru studenți (online website), cu format de blog.
- The Lancet Global Health (o revistă de sănătate globală) a fost scoasă în anul 2013 ca un fel de „jurnal deschis pentru toți”, para-profesional și fără pretenții de peer review.